# Рамирес, Луис Альберто
Луи́с Альбе́рто Рами́рес (исп. Luis Alberto Ramírez; 10 ноября 1984, Лима) — перуанский футболист, полузащитник клуба «Спорт Бойз». Выступал за сборную Перу.

## Биография
Луис Альберто Рамирес — воспитанник клуба «Коронель Болоньеси», в составе которого дебютировал в чемпионате Перу в 2003 году. В общей сложности Рамирес провёл за эту команду свыше 140 матчей и забил 27 мячей. В 2006 году выступал за «Сьенсиано», а в 2008 и 2009 годах на правах аренды выступал за «Университарио» (который приобрёл футболиста в 2010 году) и парагвайский «Либертад». За время выступлений Рамиресу ни разу не удавалось выиграть первенство Перу.
В 2011 году Рамиреса приобрёл «Коринтианс». За год он провёл 25 матчей за новую команду (в том числе 6 — в Серии A) и забил 4 гола (в том числе 1 — в Серии A). Рамирес впервые в своей карьере выиграл национальное первенство. В 2012 году Рамирес лишь полгода провёл в «Коринтиансе». За это время он провёл 23 матча и забил 2 гола. Большую часть матчей он провёл в Лиге Паулисте. Также он сыграл 9 матчей в Серии A Бразилии и однажды вышел на замену в рамках группового этапа Кубка Либертадорес — против клуба «Крус Асуль». Таким образом, Луис Рамирес стал частью команды, которая впервые в своей истории сумела выиграть Кубок Либертадорес.
В заявку на Клубный чемпионат мира 2012 года Рамирес не попал, а в январе 2013 года перуанец был отдан в аренду в «Понте-Прету», с которой в конце года сумел дойти до финала Южноамериканского кубка.
В 2014 году выступал на правах аренды за «Ботафого». В 2015 году вернулся на родину, где присоединился к «Универсидад Сан-Мартину». С 2016 по 2019 год выступал за «Альянсу Лиму», с которой в 2017 году выиграл чемпионат Перу, а затем дважды подряд занимал второе место. С 2020 года играет за «Спорт Бойз».

## Достижения
- Чемпион Перу (1): 2017
- Чемпион Бразилии (1): 2011
- Обладатель Кубка Либертадорес (1): 2012
- Финалист Южноамериканского кубка (1): 2013